# Lambatungnatindur
Lambatungnatindur är en bergstopp i republiken Island. Den ligger i regionen Austurland, 300 km öster om huvudstaden Reykjavík. Toppen på Lambatungnatindur är 1 240 meter över havet, eller 138 meter över den omgivande terrängen. Bredden vid basen är 1,2 km.
Trakten runt Lambatungnatindur är nära nog obefolkad, med mindre än två invånare per kvadratkilometer. Det finns inga samhällen i närheten. Trakten runt Lambatungnatindur består i huvudsak av gräsmarker.